# Jadwiga Jankowska-Cieślak

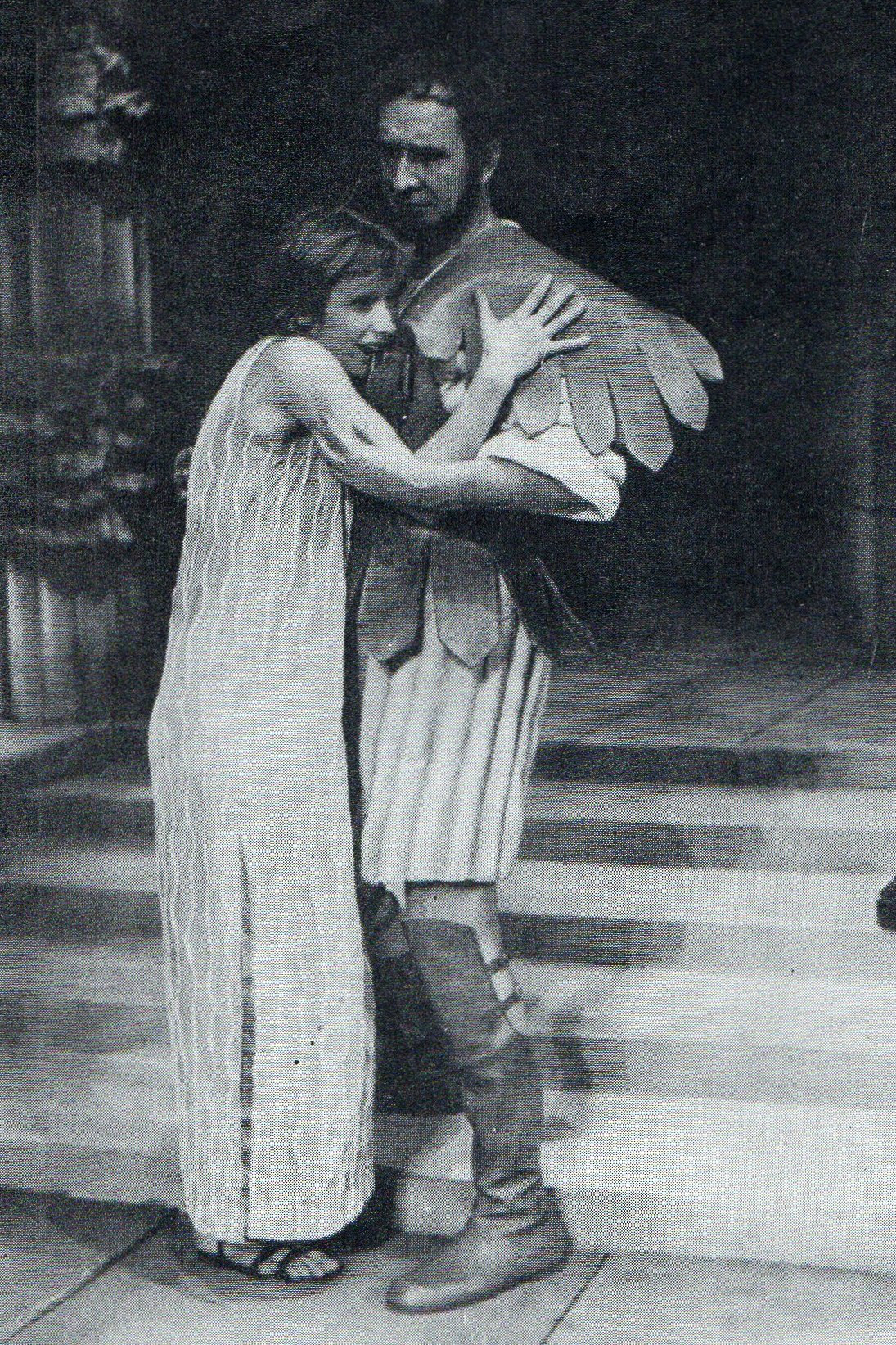
J. Jankowska-Cieślak
z A. Szczepkowskim (1973)

Jadwiga Aleksandra Jankowska-Cieślak (ur. 15 lutego 1951 w Gdańsku, zm. 15 kwietnia 2025) – polska aktorka teatralna, filmowa i telewizyjna.
Była pierwszą Polką nagrodzoną za pierwszoplanową rolę kobiecą podczas Międzynarodowego Festiwalu Filmowego w Cannes za główną rolę w filmie Inne spojrzenie (1982). Dwukrotnie laureatka Złotych Lwów za najlepszą główną rolę kobiecą na Festiwalu Polskich Filmów Fabularnych za filmy Sam na sam (1977) i Wezwanie (1997) oraz laureatka Polskiej Nagrody Filmowej Orła za najlepszą główną rolę kobiecą w filmie Rysa (2008).
W 1979 została odznaczona Brązowym Krzyżem Zasługi. W 2007, na wniosek Prezydenta RP, została uhonorowana Krzyżem Kawalerskim Orderu Odrodzenia Polski, a w 2009 otrzymała Złoty Medal „Zasłużony Kulturze Gloria Artis”.

## Życiorys

### Wczesne lata
Urodziła się w Gdańsku jako córka Zofii Jankowskiej (1920–1992) i Kazimierza Jankowskiego (1921–1975), generała brygady ludowego Wojska Polskiego. Miała trzech braci: najstarszego Jakuba, średniego Jana i najmłodszego Jerzego. Wychowywała się w Gdańsku-Wrzeszczu przy koszarach, w domu należącym do wojska. Kiedy miała 11 lat, ojca awansowali na pułkownika i wraz z rodziną wyprowadziła się do Warszawy. Była nastolatką, gdy teatr stał się jej największą pasją. Za namową koleżanki uczęszczała na zajęcia kółka teatralnego Jadwigi Marso w Pałacu Młodzieży Pałacu Kultury i Nauki. Ukończyła w 1968 warszawskie liceum im. Klementa Gottwalda (dziś XIV Liceum Ogólnokształcące im. Stanisława Staszica w Warszawie). Po maturze dostała się za pierwszym razem do Państwowej Wyższej Szkoły Teatralnej w Warszawie, którą ukończyła w 1972. Była „na roku” m.in. z Ewą Dałkowską, Markiem Kondratem, Krzysztofem Kolbergerem i Jerzym Radziwiłowiczem.

### Kariera teatralna
W latach 1972–1973 współpracowała z Puławskim Studio Teatralnym, grupą młodych absolwentów szkoły teatralnej próbujących z dala od dużych ośrodków scenicznych stworzyć kontestujący artystyczny teatr. W 1973 zadebiutowała w tytułowej roli w sztuce Jeana Giraudoux Elektra w reż. Kazimierza Dejmka z Andrzejem Szczepkowskim jako Egistosem, na scenie Teatru Dramatycznego w Warszawie, z którym się związała w latach 1972–1983 i 1994–2008. W 1974 otrzymała Nagrodę Rektora PWST w Warszawie – przyznawaną absolwentom za twórcze osiągnięcia w ciągu dwóch pierwszych lat pracy w teatrze. W Dramatycznym grała m.in. Manię w Ślubie Witolda Gombrowicza w reż. Jerzego Jarockiego (1974), Sebastiana/Violę w Wieczorze Trzech Króli Williama Shakespeare’a w reż. Jana Kulczyńskiego (1976), tytułową bohaterkę tragedii Eurypidesa Medea w reżyserii Stanisława Brejdyganta (1978), Korę w Nocy listopadowej Stanisława Wyspiańskiego w reż. Macieja Prusa (1978) i Wirginię w Koriolanie Szekspira w reż. Krzysztofa Kelma (1982), a także występowała w sztukach współczesnych: Anegdoty prowincjonalne (Dwadzieścia minut z aniołem i Historia z metrampażem) Aleksandra Wampiłowa w reż. Hanny Orlikowskiej-Jääskeläine (1975) i Wariacjach Jerzego Grzegorzewskiego (1977). Gościnnie pojawiła się w Teatrze Narodowym w roli Anieli-Elwiry w Mężu i żonie Aleksandra Fredry w reż. Adama Hanuszkiewicza (1977).
W latach 90. była wykładowcą w warszawskiej szkole teatralnej. W latach 1990–1994 była związana z Teatrem Powszechnym w Warszawie, gdzie grała Evę Meara’e w Okruchach czułości Neila Simona w reż. Włodzimierza Kaczkowskiego (1992), Agnes w Tańcach z Ballybeg Briana Friela w reż. Judy Friel (1993) i Ernestynę van Veen w Wariacjach Goldbergowskich George’a Taboriego w reż. Rudolfa Zioło (1994). W 2005 zdobyła nominację do Feliksa Warszawskiego za najlepszą pierwszoplanową rolę kobiecą – za role Pauliny i Aurelii w spektaklu Niedokończony utwór na aktora wg Antoniego Czechowa i Yasminy Rezy w Dramatycznym w reż. Krystiana Lupy. Za te dwie role i postać Matki w Opowieściach o zwyczajnym szaleństwie Petra Zelenki w Dramatycznym miesięcznik „Teatr” przyznał jej Nagrodę im. Aleksandra Zelwerowicza za najlepszą kobiecą kreację aktorską w sezonie 2004/2005. Od roku 2008 związała się z Teatrem Ateneum. W 2011 na Festiwalu Teatru Polskiego Radia i Teatru Telewizji Polskiej „Dwa Teatry” w Sopocie otrzymała nagrodę za rolę Matki w słuchowisku Tomasza Mana Sex machine w Teatrze Polskiego Radia. Ponadto była obsadzana w teatrach warszawskich: Rozmaitości w roli Emilii w poetyckim spektaklu inspirowanym tekstem Piera Paolo Pasoliniego T.E.O.R.E.M.A.T. (2009) w reż. Grzegorza Jarzyny, „Scena Prezentacje” w roli Frances Beale w Oddechu życia Davida Hare’a (2009) w reż. Romualda Szejda, Polskim w tytułowej roli w Hekabe Eurypidesa (2011) w reż. Karoliny Labakhuy, Studio w roli Ann w Anarchistce Davida Mameta (2013) w reż. Tomasza Szczepanka, Teatrze WARSawy w roli Wandy w Waszej wysokości Anny Wakulik (2014) w reż. Katarzyny Kalwat, Mazowieckim w roli służącej w Lekcji Eugène’a Ionesco (2015) w reż. Katarzyny Michałkiewicz, Och-Teatr w roli Milady w duodramie Kto nas odwiedzi Igora Sawina (2016) z Janem Peszkiem, Nowym w reż. Krzysztofa Warlikowskiego w roli Boby w komedii Wyjeżdżamy Hanocha Levina (2018), jako Penelopa w Odysei. Historii dla Hollywoodu Hanny Krall i Homera (2021) oraz Elizabeth Costello. Siedem wykładów i pięć bajek z morałem Johna Maxwella Coetzeego (2024) i Teatrze Gudejko w roli Rosy, żony przychodzącej z zaświatów w Przebłyskach Serge’a Kribusa (2025) w reż. Agaty Dudy-Gracz w duecie z Danielem Olbrychskim.

### Kariera fimowa
Jeszcze podczas studiów po raz pierwszy wystąpiła na małym ekranie w 25-minutowym dramacie telewizyjnym Barbary Sass-Zdort Ostatni liść (1972) u boku Mai Komorowskiej. Jej debiutancka rola kinowa Magdy w filmie kameralnym dramacie społeczno-psychologicznym Trzeba zabić tę miłość (1972) w reżyserii Janusza Morgensterna, według scenariusza Janusza Głowackiego, została uhonorowana Nagrodą im. Zbyszka Cybulskiego i nagrodą Lubuskiego Lata Filmowego za najlepszą pierwszoplanową rolę kobiecą. Po sukcesie, jaki odniósł film, Jankowska-Cieślak niemalże z dnia na dzień, stała się twarzą pokolenia młodych Polaków epoki Edwarda Gierka. Trafiła na okładki takich czasopism jak „Magazyn filmowy” (we wrześniu 1971), „Film” (w październiku 1974 i w lipcu 1978), „Ekran” (w marcu 1973 i w czerwcu 1975), „Kino” (w marcu 1977), „Zielony Sztandar” (w grudniu 1977), „Stolica” (w czerwcu 1988) i „Replika” (w sierpniu 2020).
Na ekranie stworzyła zbuntowane młode kobiety, w tym jako wiejska nauczycielka Marta, która opatruje rannego członka oddziału o pseudonimie „Kordian” (Olgierd Łukaszewicz) w dramacie wojennym Kazimierza Kutza Znikąd donikąd (1975), Ewa w dramacie psychologicznym Pawła Kędzierskiego Na smyczy (1975) i porzucająca rodzinę nauczycielka Anna, która chce zacząć nowe życie przy boku dawnej miłości w dramacie psychologicznym Zbigniewa Kamińskiego Pani Bovary to ja (1977). Za kreację aktorską Basi Białasówny w serialu wojennym Janusza Morgensterna Polskie drogi (1976) otrzymała nagrodę Komitetu do spraw Radia i Telewizji „Polskie Radio i Telewizja”. W noweli Pawła Kędzierskiego Na smyczy z filmu psychologicznego CDN (1975) jest współczesną młodą buntowniczką. Za rolę Ani Sarneckiej, studentki IV roku socjologii, rozpoczynającej karierę modelki, a później twardej kobiety opiekującej się ociemniałym narzeczonym w dramacie psychologicznym–obyczajowym Andrzeja Kostenki Sam na sam (1977) zdobyła Złote Lwy na Festiwalu Polskich Filmów Fabularnych za najlepszą główna rolę kobiecą.
W dwóch odcinkach serialu Radosława Piwowarskiego Jan Serce (1981) zagrała postać pielęgniarki Kaliny „Mgiełki”, kobietę–symbol, marzenie każdego mężczyzny. W 1981 odebrała nagrodę I stopnia Komitetu do spraw Radia i Telewizji „Polskie Radio i Telewizja”. W węgierskim melodramacie Károlya Makka Inne spojrzenie (Egymásra nézve, 1982), podejmującym tematykę LGBT, zagrała postać lesbijki Evy, za którą odebrała Złotą Palmę dla najlepszej aktorki na Festiwalu Filmowym w Cannes. Została obsadzona w roli Agaty w filmie Krzysztofa Tchórzewskiego Stan wewnętrzny (1983), który ze względów politycznych pokazany był po raz pierwszy w 1989. Jacek Bromski zaangażował ją do roli Anny, byłej żony Stefana Tarnowskiego (Bogusław Linda) w Ceremonii pogrzebowej (1984), Jadwigi, żony groźnego przestępcy (Bogusław Linda) w sensacyjnym dramacie kryminalnym Zabij mnie glino (1987) i Doroty Zabiełłowej w komedii Sztuka kochania (1989). Jako Barbara Kwiatkowska, matka chłopców uciekających za granicę w dramacie Macieja Dejczera 300 mil do nieba (1989) była nominowana do Złotych Lwów na 15. Festiwalu Polskich Filmów Fabularnych za najlepszą drugoplanową rolę kobiecą.
Kreacja pielęgniarki Barbary Makowskiej, która w latach 80. zostaje niesłusznie oskarżona przez komunistyczne władze i walczy o swoje dobre imię w opartym na faktach dramacie Wezwanie (1996) przyniosła jej Złotego Lwa za najlepszą główna rolę kobiecą na 22. Festiwalu Polskich Filmów Fabularnych. Za rolę Joanny Kocjan, która dowiaduje się, że jej mąż był współpracownikiem UB w dramacie psychologicznym Michała Rosy Rysa (2008) otrzymała Polską Nagrodę Filmową Orła za najlepszą główną rolę kobiecą. 19 września 2024 odsłoniła swoją gwiazdę na Piotrkowskiej w Łodzi.

## Życie prywatne
W 1971 wyszła za mąż za Piotra Cieślaka, aktora, reżysera teatralnego, pedagoga i dyrektora teatrów. Zmarł on w wieku 66 lat 12 września 2015 po półtorarocznych zmaganiach z glejakiem mózgu. Mieli troje dzieci: dwóch synów – Jakuba i Antoniego – oraz córkę Zofię. Jadwiga zmarła 15 kwietnia 2025 roku, osiem dni później została pochowana na cmentarzu w Józefowie.

## Filmografia
- 1972 – Ostatni liść (debiut) jako dziewczyna
- 1972 – Trzeba zabić tę miłość jako Magda
- 1973 – Nagrody i odznaczenia jako pielęgniarka Krystyna
- 1974 – Dziewczyna i gołębie jako Basia
- 1975 – Znikąd donikąd jako nauczycielka Marta
- 1976 – Sam na sam jako Ania Sarnecka
- 1976 – Polskie drogi jako Basia Białasówna
- 1977 – Pani Bovary to ja jako Anna
- 1981 – Jan Serce jako Kalina „Mgiełka”
- 1982 – Inne spojrzenie (Egymásra nézve) jako Eva Szalanczky
- 1983 – Stan wewnętrzny jako Agata
- 1984 – Ceremonia pogrzebowa jako Anna, była żona Stefana
- 1985 – Wkrótce nadejdą bracia jako Ada
- 1987 – Zabij mnie glino jako Jadwiga, żona Malika
- 1989 – 300 mil do nieba jako Barbara Kwiatkowska, matka Grzesia i Jędrka
- 1989 – Sztuka kochania jako Dorota Zabiełłowa
- 1992 – Pierścionek z orłem w koronie jako Choińska wynajmująca pokój Marcinowi i Janinie
- 1996 – Słodko gorzki jako Gnat, nauczycielka matematyki
- 1996 – Wezwanie jako Barbara Makowska
- 1999 – Palce lizać jako Frytka
- 2000 – Szczęśliwy człowiek jako Maria Sosnowska, matka Jana
- 2005 – PitBull jako lekarz ostatniego kontaktu
- 2005 – Pitbull jako „lekarz ostatniego kontaktu” (odc. 2 i 3)
- 2005 – Oda do radości jako babcia Michała
- 2005 – Boża podszewka II jako analfabetka, matka zesłanej na Syberię (odc. 9)
- 2005 – Pensjonat pod Różą jako Katarzyna Borowikowa, matka Hani (odc. 50, 51)
- 2006 – Co słonko widziało jako Róża Świder, żona Józefa
- 2006 – Droga wewnętrzna jako dozorczyni
- 2006 – Kochankowie z Marony jako Gulbińska
- 2007 – Środa, czwartek rano jako lekarka Ewa Kępska
- 2008 – Whisky z mlekiem
- 2008 – Rysa jako Joanna Kocjan
- 2009 – Tatarak jako przyjaciółka
- 2009 – Demakijaż jako dozorczyni
- 2011 – Instynkt jako matka Izy Grabek
- 2015 – Oczy mojego ojca jako babcia Oli
- 2017 – Tarapaty jako „Chuda”
- 2018 – Ślepnąc od świateł jako Ewa Nitecka
- 2018 – Pitbull. Ostatni pies jako patolog
- 2018 – Studniówk@ jako doktor Danka, przyjaciółka Krystyny
- 2019 – (Nie)znajomi jako matka Grzegorza
- 2019 – DNA jako siostra Apolonia
- 2021 – Kraj jako matka Janusza
- 2022 – Warszawianka jako Marzena, ciotka „Czułego”
- 2023 – Sortownia jako Adela Daszyńska

## Praca na scenie
- 1972–1983 Teatr Dramatyczny w Warszawie
- 1985–1986 Teatr Polski w Warszawie
- 1987–1988 Teatr Dramatyczny w Warszawie
- 1988–1990 Teatr Nowy w Warszawie
- 1990–1994 Teatr Powszechny w Warszawie
- 1994–2008 Teatr Dramatyczny w Warszawie
- 2009–2025 Teatr Ateneum w Warszawie

## Dubbing
- 1976: 07 zgłoś się jako Marta Kalinowska (rola Grażyny Wnuk)
- 2010: Alicja w Krainie Czarów jako Suseł

## Nagrody i odznaczenia
- Nagroda im. Zbyszka Cybulskiego za film Trzeba zabić tę miłość (1973)
- Nagroda Lubuskiego Lata Filmowego za najlepszą pierwszoplanową rolę kobiecą za film Trzeba zabić tę miłość (1973)
- Złote Lwy na Festiwalu Polskich Filmów Fabularnych za najlepszą główna rolę kobiecą za film Sam na sam (1977)
- Brązowy Krzyż Zasługi (1979)
- Złota Palma dla najlepszej aktorki podczas 35. Międzynarodowego Festiwalu Filmowego w Cannes za film Inne spojrzenie (1982)
- Nominacja do Złotych Lwów na Festiwalu Polskich Filmów Fabularnych za najlepszą drugoplanową rolę kobiecą za film 300 mil do nieba (1990)
- Złote Lwy na Festiwalu Polskich Filmów Fabularnych za najlepszą główna rolę kobiecą Wezwanie (1997)
- Nagroda im. Aleksandra Zelwerowicza przyznawanej przez redakcję miesięcznika Teatr (2005)[a]
- Nominacja do Polskiej Nagrody Filmowej Orzeł za najlepszą główną rolę kobiecą za film Szczęśliwy człowiek (2002)
- Nominacja do Polskiej Nagrody Filmowej Orzeł za najlepszą drugoplanową rolę kobiecą za film Co słonko widziało (2007)
- Nagroda specjalna na Festiwalu Polskich Filmów Fabularnych za rolę w filmie Rysa (2008)
- Polska Nagroda Filmowa Orzeł za najlepszą główną rolę kobiecą za film Rysa (2009)
- Krzyż Kawalerski Orderu Odrodzenia Polski nadany postanowieniem Prezydenta RP z dnia 4 grudnia 2007 za wybitne zasługi w działalności na rzecz przemian demokratycznych w Polsce, za zaangażowanie w walkę o wolność słowa i wolne media, za osiągnięcia w podejmowanej z pożytkiem dla kraju pracy zawodowej i społecznej[20]. Uroczystość dekoracji odbyła się 10 grudnia 2007 w Studiu Koncertowym Polskiego Radia im. Witolda Lutosławskiego[21]
- Złoty Medal „Zasłużony Kulturze Gloria Artis” (nadany 29 maja 2009)[b][22][23]